# Margaret Bright Lucas

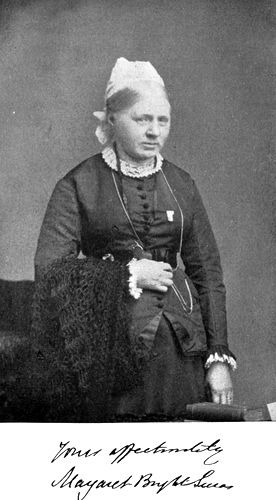
Margaret Bright Lucas, 1898

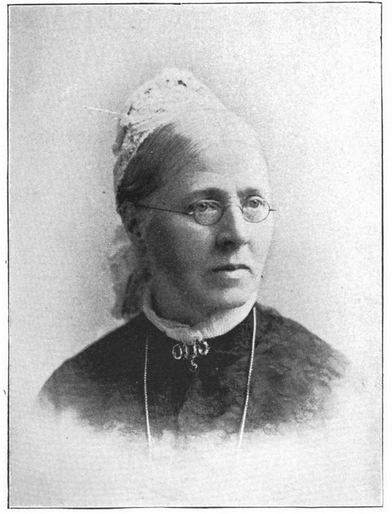
Margaret Bright Lucas, 1895

Margaret Bright Lucas (* 14. Juli 1818 in Rochdale, Greater Manchester; † 4. Februar 1890 in Bloomsbury, London) war eine englisch-britische Abstinenzlerin und Frauenwahlrechtsaktivistin. Sie war Präsidentin der British Women’s Temperance Association (BWTA), der World’s Woman’s Christian Temperance Union (WCTU) und des Bloomsbury-Zweiges der Women’s Liberal Association.

## Leben
Margaret Bright wurde als Tochter von Jacob Bright (1775–1851), Besitzer einer Baumwollspinnerei, und seiner zweiten Frau Martha Wood (1788–1830) geboren. Sie stammte aus einer bekannten Quäkerfamilie, und mehrere ihrer zehn Geschwister, darunter John Bright, Priscilla Bright McLaren und Jacob Bright, wurden als Politiker, Aktivisten und Reformer bekannt. Ihre Schwägerin war Ursula Bright. Sie wurde von der Society of Friends erzogen und sagte später: „Ich habe mich langsam entwickelt, denn wir wurden streng erzogen und uns wurde gesagt, dass man Kinder sehen und nicht hören sollte“.
Margaret Bright heiratete am 6. September 1839 ihren Cousin Samuel Lucas (1811–1865), ebenfalls ein Quäker und Kaufmann an der Londoner Getreidebörse. Das Paar zog 1845 nach Manchester, wo Samuel Lucas in einer Baumwollspinnerei tätig war. 1850 zog die Familie zurück nach London. Während der Proteste gegen die Corn Laws im Jahr 1845 begann Lucas, sich für Politik zu interessieren. Sie unterstützte ihren Mann bei der Organisation von Versammlungen und bei der Beschaffung von Geldmitteln. Bis zum Tod ihres Mannes im Jahr 1865 blieb sie jedoch hauptsächlich mit der Erziehung ihrer beiden Kinder Samuel, der taubstumm war, und Katharine beschäftigt. Bis 1870 waren beide Kinder verheiratet, Katharine Lucas mit dem Parlamentsabgeordneten John Pennington Thomasson.
Als dann alleinlebende Witwe war Lucas frei, ihren moralischen Ambitionen als Quäkerin zu folgen. Im Jahr 1870, als sie an einer Brustinfektion litt und das Gefühl hatte, einen Klimawechsel zu brauchen, reiste sie nach Halifax, Nova Scotia, um ihre Cousine Esther Blakey zu besuchen. Lucas mischte sich problemlos in die transatlantische Reformbewegung ein, in der die Quäker stark vertreten waren. Viele Frauenwahlrechts- und Abstinenz-Aktivisten im Nordosten der Vereinigten Staaten hießen sie als „John Brights Schwester“ willkommen. Später erwiderte sie die gleiche Gastfreundschaft, als amerikanische Reformer nach Großbritannien kamen. Der Besuch in den USA wurde zum Ausgangspunkt von Lucas’ öffentlichem Wirken für Abstinenz. Dort konnte sie „die fortschrittlichen Ansichten und Institutionen eines weniger eingeschränkten sozialen Systems“ kennen lernen, deren Einflüsse sie „sympathisch“ fand. Nachdem sie schon im Alter von sechzehn Jahren ein „Gelöbnis zur Abstinenz“ unterzeichnet hatte, trat sie 1872 der amerkinaischen Organisation der Guttempler bei und wurde 1874 zur Grand Worthy Vice-Templar ernannt. Die Guttempler organisierten eine britische Vortragsreise von Eliza Daniel Stewart, einer der Gründerinnen der Woman’s Christian Temperance Union (WCTU). Lucas sprach 1876 bei einem Treffen in Newcastle upon Tyne, das die Gründung der British Women’s Temperance Association (BWTA), später die White Ribbon Association (WRA), anregte. Lucas wurde 1878 zur Präsidentin der BWTA gewählt. Lucas setzte sich auch für andere Anliegen, wie den Frieden und die Bekämpfung der Prostitution ein und war Mitglied in den Exekutivausschüssen der National Society for Women’s Suffrage und der Ladies National Association for the Repeal of the Contagious Diseases Acts. Ihr Hauptanliegen blieb aber die Abstinenz und sie blieb bis zu ihrem Tod Präsidentin der BWTA. Allerdings war die BWTA nur eine von mehreren Frauenorganisationen für Abstinenz und erlebte erst nach ihrem Tod ihre große Blütezeit. 1885 wählte die amerikanische WCTU-Führerin Frances Willard Lucas zur ersten Präsidentin der World’s WCTU. Dies unterstrich das globale Engagement der Organisation. Folglich überquerte Lucas 1886 erneut den Atlantik, um am WCTU-Kongress in Minneapolis teilzunehmen.
Lucas gehörte zu dem weiblichen Teil der Abstinenzbewegung, der die Macht der Bewegung vor allem im Haushalt und in der Überlegenheit der moralischen Tugenden der Frauen sah. In ihrem vierten Jahresbericht für die BWTA schrieb sie: „Ich glaube, dass Frauen im Haushalt eine größere Macht über Männer haben als Männer über Frauen, um sie zur Abstinenz von berauschenden Getränken zu bewegen.“ In den 1870er Jahren schätzte sie die Gesellschaft im Vereinigten Königreich in Bezug auf sozialen Protest zunehmend konservativ ein. Lucas war der Meinung, dass die britischen Frauen nicht „Kreuzzügen“ der Amerikanerinnen nacheifern würden. „Es ist unwahrscheinlich, dass wir durch die Straßen ziehen und vor den Türen der Gin-Paläste niederknien werden.“ Demonstrationen, Versammlungen und Lobbyarbeit waren aber möglich, und 1879 überreichte Lucas dem Unterhaus die erste Frauenpetition zugunsten der Sonntagsruhe. 1883/1884 folgerte sie aus dem allgemeinen Misserfolg bei der Bekehrung der Menschen zur Abstinenz, dass die Frauen ein Wahlrecht beanspruchen müssten, damit die Seite der Abstinenz eine Mehrheit bekäme.

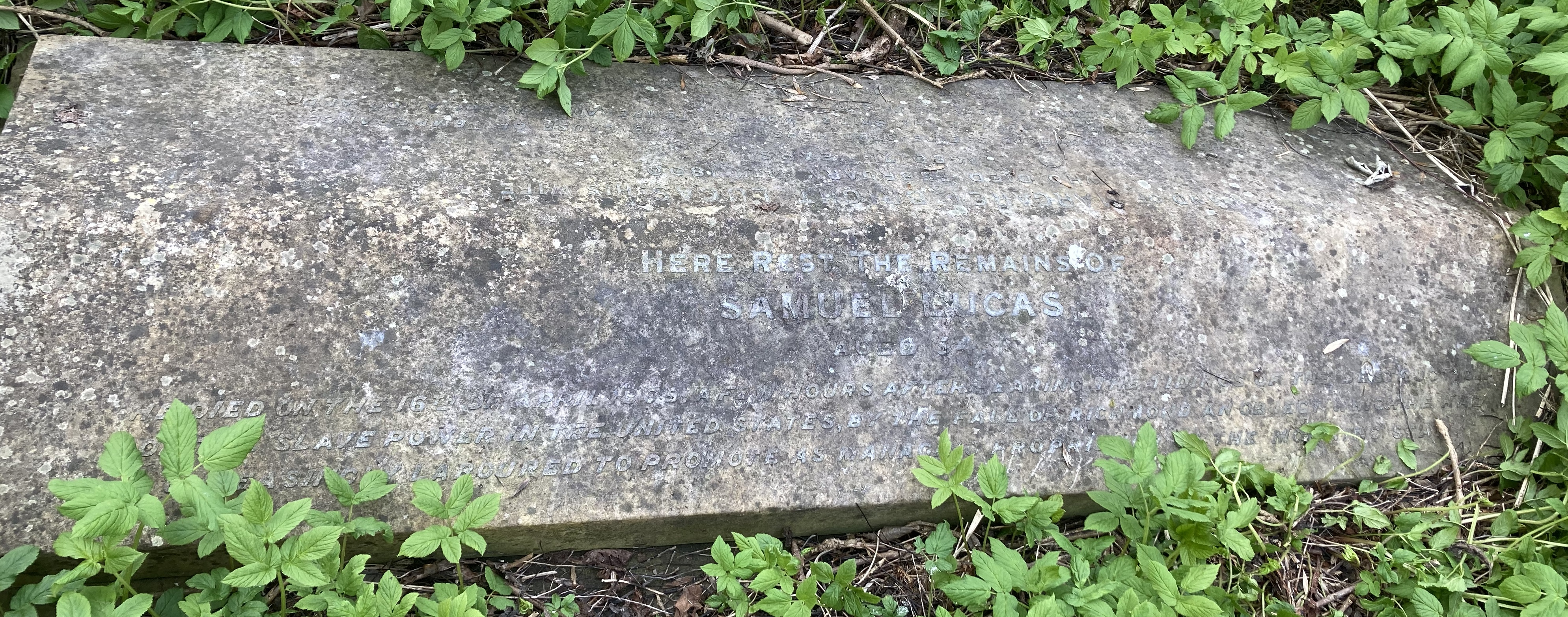
Grabstein von Samuel und Margaret Lucas auf dem Highgate Cemetery

Lucas starb 1890 in ihrer Londoner Wohnung in Bloomsbury an Tuberkulose und wurde bei ihrem Mann auf dem Highgate Cemetery beigesetzt. Das Grab wurde 2007 zum Andenken an ihre Arbeit unter Denkmalschutz gestellt. Freunde und Kollegen beschrieben Lucas als „gemütliche britische Matrone“, „groß und stattlich“ und als eine „ernsthafte Rednerin“. Lucas war jedoch ein wichtiges Bindeglied in den anglo-amerikanischen Frauenreformnetzwerken und eine Pionierin der britischen Frauenbewegung.